# Betétszerződés
A betétszerződés olyan szerződés, amely szerint a pénzintézet az ügyfél által lekötött pénzeszközök után kamatot fizet és a betét összegét a szerződésben írt feltételek szerint visszafizeti. A magyar jogban a Polgári törvénykönyv tartalmaz rendelkezéseket a betétszerződésről.

## Története
Az 1959. évi IV. törvény Ptk. 533 – 535. § szakaszai rendelkeztek a betétszerződésről, különbséget téve a névre szóló betét, mint szűkebb értelemben vett betét, valamint a takarékbetét és a nyereménybetét között. Az új Ptk-ban a fogalom egységes, a továbbiakban a törvény nem korlátozza a betét fogalmát a névre szóló betétre.

## A szerződés főbb feltételei
Betétszerződés alapján a betétes jogosult a bank számára meghatározott pénzösszeget fizetni, a bank köteles a betétes által felajánlott pénzösszeget elfogadni, ugyanakkora pénzösszeget későbbi időpontban visszafizetni, valamint kamatot fizetni.
A pénzintézet az átvett pénzen tulajdonjogot szerez: nem letéteményes, hanem adós lesz. Nincs őrzési, gondossági és elszámolási kötelezettsége. A betétesek felé kötelmi alapon felel az összeg visszafizetéséért. Határozott időre szóló betét esetén a bank a betét összegét lejáratkor vagy a betétes rendelkezése szerint köteles visszafizetni. A betétes a betét összegének visszafizetését a szerződésben meghatározott idő lejárta előtt is jogosult kérni. A betétes felszólítása hiányában a bank a szerződésben meghatározott idő lejárta előtt nem jogosult a betét összegének visszafizetésére.
A lejáratkor fel nem vett összeg határozatlan idejű betétté alakul át. Határozatlan időtartamú betét esetén a bank a betét összegét a betétes rendelkezése szerint, késedelem nélkül köteles visszafizetni.